# Papinec
Papinec – wieś w Chorwacji, w żupanii varażdińskiej, w gminie Vidovec. W 2011 roku liczyła 110 mieszkańców.